# Leando, Iowa
Leando là một thành phố thuộc quận Van Buren, tiểu bang Iowa, Hoa Kỳ. Năm 2010, dân số của thành phố này là 115 người.

## Dân số
Dân số qua các năm:
- Năm 2000: 135 người.
- Năm 2010: 115 người.